# Ptochophyle zaphleges
Ptochophyle zaphleges är en fjärilsart som beskrevs av Louis Beethoven Prout 1925. Ptochophyle zaphleges ingår i släktet Ptochophyle och familjen mätare. Inga underarter finns listade.